# Pianale EMP2

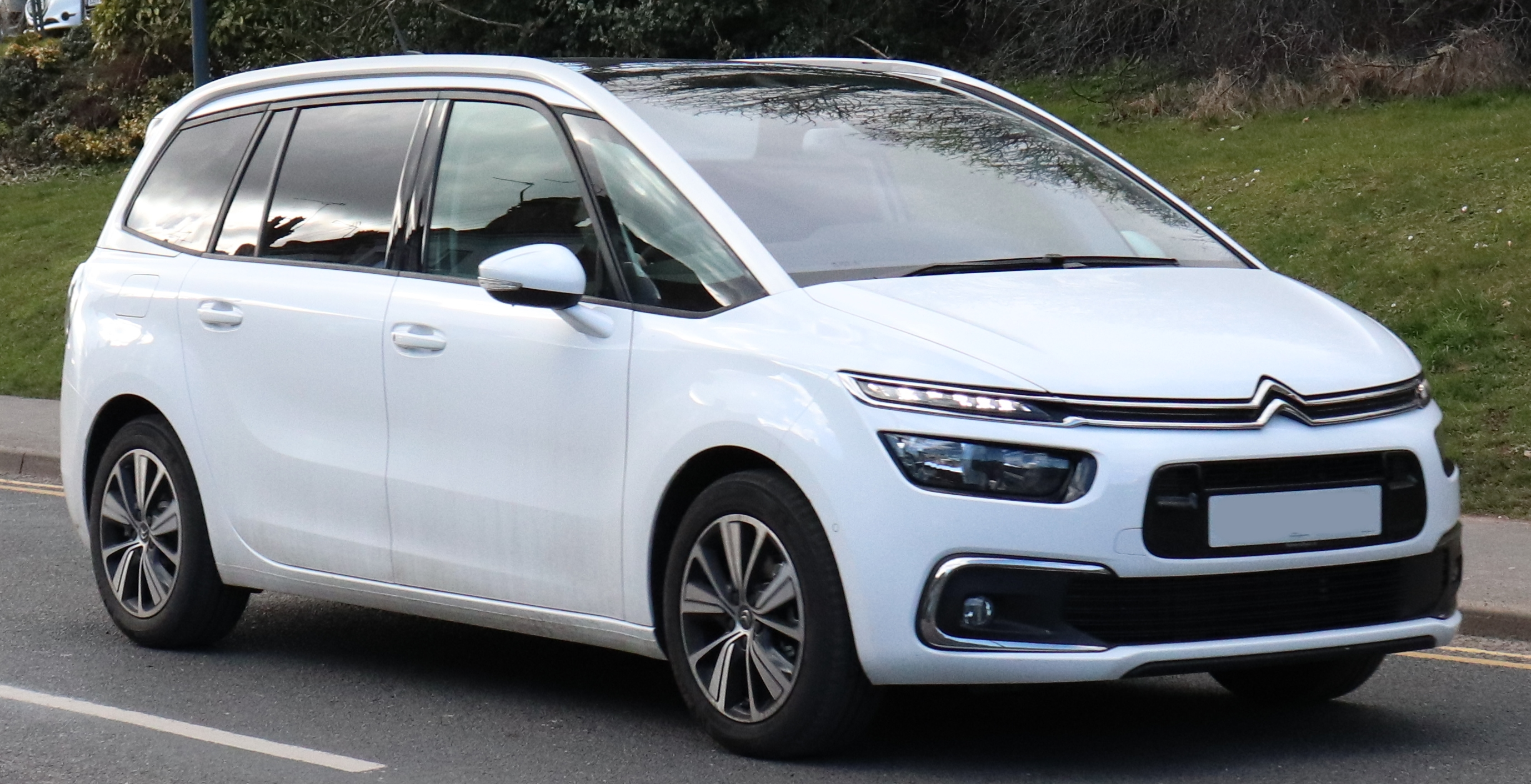
Citroën C4 Picasso è stata la prima vettura ad adottare il pianale EMP2

L'Efficient Modular Platform 2 (EMP2) è un pianale per automobili, progettato da PSA. Sostituisce le piattaforme PF2 e PF3 in un'unica piattaforma modulare combinata e lo sviluppo è costato 630 milioni di euro.
Il pianale è caratterizzato da un'architettura con motore anteriore/trasversale e trazione anteriore o integrale, ed è usato su veicoli di segmento C, D o E. Il pianale EMP2 è stato portato all'esordio nel 2013 dalla Citroën C4 Picasso ed è destinato ad ospitare motori a benzina, a gasolio ed ibridi.

## Veicoli basati sulla piattaforma
| Produttore        | Modello                        | Immagine | Anni di produzione | Segmento | Carrozzeria         | Linea di assemblaggio |
| ----------------- | ------------------------------ | -------- | ------------------ | -------- | ------------------- | --- |
| Citroën           | C4 Picasso II / C4 Spacetourer |          | 2013–2022          | C        | Monovolume          | Spagna: Stabilimento di Vigo |
| Citroën           | C5 Aircross                    |          | 2017–presente      | C        | SUV                 | Cina: Stabilimento di Chengdu Francia: Stabilimento di Rennes India: Stabilimento di Tiruvallur                                     |
| Citroën           | C5 X                           |          | 2021–presente      | D        | Familiare           | Cina: Stabilimento di Wuhan |
| Citroën           | C6                             |          | 2016–presente      | E        | Berlina             | Cina: Stabilimento di Wuhan |
| Citroën           | Berlingo III                   |          | 2018–presente      | C        | MPV                 | Portogallo: Stabilimento di Mangualde Spagna: Stabilimento di Vigo                                                                  |
| Citroën           | Jumpy III / Spacetourer        |          | 2016–presente      | D        | Furgone             | Francia: Stabilimento di Hordain Paraguay: Stabilimento di Nordex Regno Unito: Stabilimento di Luton Russia: Stabilimento di Kaluga |
| Dongfeng Fengshen | Fengshen A9                    |          | 2016–2019          | E        | Berlina             | Cina: Stabilimento di Wuhan |
| DS Automobiles    | 4                              |          | 2021–presente      | C        | Hatchback           | Germania: Stabilimento di Rüsselsheim                                                                                               |
| DS Automobiles    | 7                              |          | 2018–presente      | C        | SUV                 | Cina: Stabilimento di Shenzhen Francia: Stabilimento di Mulhouse                                                                    |
| DS Automobiles    | 9                              |          | 2020–presente      | E        | Berlina             | Cina: Stabilimento di Shenzhen |
| FIAT              | Doblò                          |          | 2022–presente      | C        | MPV                 | Portogallo: Stabilimento di Mangualde Spagna: Stabilimento di Vigo                                                                  |
| FIAT              | Scudo III / Ulysse             |          | 2021–presente      | D        | Furgone             | Francia: Stabilimento di Hordain Paraguay: Stabilimento di Nordex                                                                   |
| Opel / Vauxhall   | Astra L                        |          | 2021–presente      | C        | HatchbackFamiliare  | Germania: Stabilimento di Rüsselsheim                                                                                               |
| Opel / Vauxhall   | Combo E                        |          | 2018–presente      | C        | MPV                 | Portogallo: Stabilimento di Mangualde Spagna: Stabilimento di Vigo                                                                  |
| Opel / Vauxhall   | Grandland                      |          | 2017–presente      | C        | SUV                 | Germania: Stabilimento di Eisenach Namibia: Stabilimento di Walvis Bay                                                              |
| Opel / Vauxhall   | Vivaro C / Zafira Life         |          | 2019–presente      | D        | Furgone             | Francia: Stabilimento di Hordain Regno Unito: Stabilimento di Luton Russia: Stabilimento di Kaluga                                  |
| Peugeot           | 308 II                         |          | 2013–2021          | C        | Hatchback Familiare | Francia: Stabilimento di Sochaux |
| Peugeot           | 308 III                        |          | 2021–presente      | C        | Hatchback Familiare | Francia: Stabilimento di Mulhouse                                                                                                   |
| Peugeot           | 408 II                         |          | 2014–presente      | C        | Berlina             | Cina: Stabilimento di Wuhan |
| Peugeot           | 508 II                         |          | 2018–presente      | D        | Berlina Familiare   | Cina: Stabilimento di Wuhan Francia: Stabilimento di Mulhouse                                                                       |
| Peugeot           | 3008 II                        |          | 2016–presente      | C        | SUV                 | Francia: Stabilimento di Sochaux Namibia: Stabilimento di Walvis Bay Vietnam: Stabilimento di Chulai                                |
| Peugeot           | 4008 II                        |          | 2016–presente      | C        | SUV                 | Cina: Stabilimento di Chengdu |
| Peugeot           | 5008 II                        |          | 2017–presente      | D        | SUV                 | Cina: Stabilimento di Chengdu Francia: Stabilimento di Rennes Vietnam: Stabilimento di Chulai                                       |
| Peugeot           | Partner III / Rifter           |          | 2018–presente      | C        | MPV                 | Portogallo: Stabilimento di Mangualde Spagna: Stabilimento di Vigo                                                                  |
| Peugeot           | Expert III / Traveller         |          | 2016–presente      | D        | Furgone             | Francia: Stabilimento di Hordain Paraguay: Stabilimento di Nordex Russia: Stabilimento di Kaluga Vietnam: Stabilimento di Chulai    |
| Toyota            | ProAce City                    |          | 2020–presente      | C        | MPV                 | Portogallo: Stabilimento di Mangualde Spagna: Stabilimento di Vigo                                                                  |
| Toyota            | ProAce II / ProAce Verso       |          | 2016–presente      | D        | Furgone             | Francia: Stabilimento di Hordain |